# Wolfgang Mack
Wolfgang Mack (* 14. Februar 1808 in Altenkunstadt; † 11. Februar 1883 in Fürth) war ein deutscher Chirurg und Geburtshelfer und Stifter.

## Leben
Er engagierte sich besonders für das Israelitische Waisenhaus, ihm zu Ehren wurde die Dr.-Mack-Straße am Stadtpark benannt. In Fürth eröffnete er seine Praxis als praktischer Arzt im Februar 1831. Er war verheiratet mit Luise Mack, geb. Geldersheimer (aus Bamberg). Aus Anlass seiner Goldenen Hochzeit errichtete er die Stiftung des "Dr. Wolfgang und Luise Mack'schen Freiplatzes" (im Waisenhaus).
Anlässlich seines Todes 1883 wurde eine Gedenkmedaille aus Bronze geprägt (Vorderseite: Brustbild, Rückseite: Öllampe mit zwei Lorbeerzweigen, dazu den lateinischen Wahlspruch "Aliis inserviendo consumor" (auf Deutsch etwa: Indem ich anderen diene, verzehre ich mich)). Sein Sohn Jakob Wolfgang Mack (* 1845, 1863 Auswanderung nach New York), war seiner Heimatstadt ebenfalls als Stifter verbunden.